# Eishockey-Weltmeisterschaft der U18-Junioren 2008
Die 10. Eishockey-Weltmeisterschaften der U18-Junioren der Internationalen Eishockey-Föderation IIHF waren die Eishockey-Weltmeisterschaften des Jahres 2008 in der Altersklasse der Unter-Achtzehnjährigen (U18). Insgesamt nahmen zwischen dem 2. März und 23. April 2008 44 Nationalmannschaften an den sieben Turnieren der Top-Division sowie der Divisionen I bis III teil.
Der Weltmeister wurde zum zweiten Mal die Mannschaft Kanadas, die im Finale den Erzrivalen Russland mit 8:0 bezwingen konnte. Die deutsche Mannschaft konnte sich mit dem fünften Rang in der Top-Division eines der besten Ergebnisse überhaupt sichern, die Schweiz belegte den achten Platz in der Top-Division und verhinderte somit den Abstieg. Österreich wurde Dritter in der Gruppe B der Division I.

## Teilnehmer, Austragungsorte und -zeiträume
- Top-Division: 13. bis 23. April 2008 in Kasan, Russland
Teilnehmer:  Belarus (Aufsteiger),  Dänemark (Aufsteiger),  Deutschland,  Finnland,  Kanada,  Russland (Titelverteidiger),  Schweden,  Schweiz,  Slowakei,  USA

- Division I
  - Gruppe A: 2. bis 8. April 2008 in Toruń, Polen
Teilnehmer:  Kasachstan,  Litauen (Aufsteiger),  Polen,  Slowenien,  Tschechien (Absteiger),  Ukraine
  - Gruppe B: 2. bis 8. April 2008 in Riga, Lettland
Teilnehmer:  Italien,  Japan,  Lettland (Absteiger),  Niederlande (Aufsteiger),  Norwegen,  Österreich

- Division II
  - Gruppe A: 30. März bis 5. April 2008 in Méribel und Courchevel, Frankreich
Teilnehmer:  Australien,  Belgien,  Volksrepublik China (Aufsteiger),  Frankreich (Absteiger),  Kroatien,  Südkorea
  - Gruppe B: 23. bis 29. März 2008 in Tallinn, Estland
Teilnehmer:  Estland,  Großbritannien (Absteiger),  Israel,  Rumänien,  Spanien (Aufsteiger),  Ungarn

- Division III
  - Gruppe A: 2. bis 8. März 2008 in Mexiko-Stadt, Mexiko
Teilnehmer:  Republik China (Taiwan) (Neuling),  Mexiko (Absteiger),  Mongolei (Neuling),  Neuseeland,  Südafrika
  - Gruppe B: 3. bis 9. März 2008 in İzmit, Türkei
Teilnehmer:  Armenien (erste Teilnahme seit 2005),  Bulgarien (erste Teilnahme seit 2006),  Island,  Serbien (Absteiger),  Türkei

## Top-Division
Die Weltmeisterschaft fand vom 13. bis zum 23. April 2008 in der russischen Stadt Kasan statt. Die Spiele wurden zum einen in der Tatneft-Arena, die Platz für 10.000 Zuschauer bietet, und zum anderen im Sportpalast Kasan mit 3.845 Plätzen ausgetragen.
Am Turnier nahmen zehn Mannschaften teil, die in zwei Gruppen aufgeteilt wurden. Den Weltmeistertitel sicherte sich Kanada, das im Finale deutlich mit 8:0 gegen Russland gewann. Es war der zweite Titel für die Kanadier.
| Gruppe A    | Gruppe B |
| ----------- | -------- |
| Russland    | USA      |
| Kanada      | Schweden |
| Slowakei    | Schweiz  |
| Deutschland | Finnland |
| Dänemark    | Belarus  |

### Modus
Nach den Gruppenspielen der Vorrunde qualifizierten sich die beiden Gruppenersten direkt für das Halbfinale. Die Gruppenzweiten und -dritten bestritten je ein Qualifikationsspiel zur Halbfinalteilnahme. Die Vierten und Fünften der Gruppenspiele bestritten – bei Mitnahme des Ergebnisses der direkten Begegnung aus der Vorrunde – die Abstiegsrunde und ermittelten dabei zwei Absteiger in die Division I.

### Austragungsorte
| \| Kasan \|                          |
| Austragungsort der Weltmeisterschaft |
| Kasan                                |

| Kasan |

### Vorrunde

#### Gruppe A
| 13. April 2008 13:00 Uhr | Kanada      | 9:2 (2:0, 4:1, 3:1)                 | Deutschland | Tatneft-Arena, Kasan Zuschauer: 1.100  |
| 13. April 2008 17:00 Uhr | Slowakei    | 4:6 (1:2, 0:1, 3:3)                 | Russland    | Tatneft-Arena, Kasan Zuschauer: 7.400  |
| 14. April 2008 15:30 Uhr | Slowakei    | 5:2 (0:0, 2:0, 3:2)                 | Dänemark    | Tatneft-Arena, Kasan Zuschauer: 700    |
| 14. April 2008 19:00 Uhr | Deutschland | 2:6 (1:0, 0:3, 1:3)                 | Russland    | Tatneft-Arena, Kasan Zuschauer: 5.600  |
| 15. April 2008 15:30 Uhr | Dänemark    | 1:4 (0:1, 1:2, 0:1)                 | Kanada      | Tatneft-Arena, Kasan Zuschauer: 1.100  |
| 16. April 2008 15:30 Uhr | Deutschland | 5:4 n. P. (2:1, 2:3, 0:0, 0:0, 1:0) | Slowakei    | Tatneft-Arena, Kasan Zuschauer: 600    |
| 16. April 2008 19:00 Uhr | Russland    | 4:2 (0:0, 2:2, 2:0)                 | Kanada      | Tatneft-Arena, Kasan Zuschauer: 10.000 |
| 17. April 2008 19:00 Uhr | Dänemark    | 0:4 (0:1, 0:2, 0:1)                 | Deutschland | Tatneft-Arena, Kasan Zuschauer: 500    |
| 18. April 2008 15:30 Uhr | Kanada      | 6:0 (2:0, 2:0, 2:0)                 | Slowakei    | Tatneft-Arena, Kasan Zuschauer: 1.000  |
| 18. April 2008 19:00 Uhr | Russland    | 10:1 (2:0, 3:1, 5:0)                | Dänemark    | Tatneft-Arena, Kasan Zuschauer: 6.400  |

| Pl. |             | Sp | S | OTS | OTN | N | Tore  | Punkte |
| 1.  | Russland    | 4  | 4 | 0   | 0   | 0 | 26:09 | 12     |
| 2.  | Kanada      | 4  | 3 | 0   | 0   | 1 | 21:07 | 9      |
| 3.  | Deutschland | 4  | 1 | 1   | 0   | 2 | 13:19 | 5      |
| 4.  | Slowakei    | 4  | 1 | 0   | 1   | 2 | 13:19 | 4      |
| 5.  | Dänemark    | 4  | 0 | 0   | 0   | 4 | 04:23 | 0      |

Abkürzungen: Pl. = Platz, Sp = Spiele, S = Siege, OTS = Siege nach Verlängerung (Overtime) oder Penaltyschießen, OTN = Niederlagen nach Verlängerung oder Penaltyschießen, N = Niederlagen

Erläuterungen: Halbfinalqualifikant, Viertelfinalqualifikant, Abstiegsrundenqualifikant

#### Gruppe B
| 13. April 2008 15:00 Uhr | Schweden | 6:2 (1:1, 1:0, 4:1) | Belarus  | Sportpalast Kasan, Kasan Zuschauer: 650 |
| 13. April 2008 19:00 Uhr | Schweiz  | 2:7 (1:1, 0:3, 1:3) | USA      | Sportpalast Kasan, Kasan Zuschauer: 630 |
| 14. April 2008 15:30 Uhr | Belarus  | 2:5 (1:2, 0:2, 1:1) | USA      | Sportpalast Kasan, Kasan Zuschauer: 700 |
| 14. April 2008 19:00 Uhr | Schweiz  | 3:5 (0:2, 1:2, 2:1) | Finnland | Sportpalast Kasan, Kasan Zuschauer: 650 |
| 15. April 2008 19:00 Uhr | Finnland | 3:5 (1:0, 1:3, 1:2) | Schweden | Sportpalast Kasan, Kasan Zuschauer: 860 |
| 16. April 2008 15:30 Uhr | Belarus  | 2:4 (0:2, 1:1, 1:1) | Schweiz  | Sportpalast Kasan, Kasan Zuschauer: 300 |
| 16. April 2008 19:00 Uhr | USA      | 4:5 (1:1, 2:2, 1:2) | Schweden | Sportpalast Kasan, Kasan Zuschauer: 550 |
| 17. April 2008 15:30 Uhr | Finnland | 4:3 (1:1, 1:2, 2:0) | Belarus  | Sportpalast Kasan, Kasan Zuschauer: 639 |
| 18. April 2008 15:30 Uhr | Schweden | 7:0 (2:0, 4:0, 1:0) | Schweiz  | Sportpalast Kasan, Kasan Zuschauer: 300 |
| 18. April 2008 19:00 Uhr | USA      | 4:3 (3:1, 0:1, 1:1) | Finnland | Sportpalast Kasan, Kasan Zuschauer: 770 |

| Pl. |          | Sp | S | OTS | OTN | N | Tore  | Punkte |
| 1.  | Schweden | 4  | 4 | 0   | 0   | 0 | 23:09 | 12     |
| 2.  | USA      | 4  | 3 | 0   | 0   | 1 | 20:12 | 9      |
| 3.  | Finnland | 4  | 2 | 0   | 0   | 2 | 15:15 | 6      |
| 4.  | Schweiz  | 4  | 1 | 0   | 0   | 3 | 09:21 | 3      |
| 5.  | Belarus  | 4  | 0 | 0   | 0   | 4 | 09:19 | 0      |

Abkürzungen: Pl. = Platz, Sp = Spiele, S = Siege, OTS = Siege nach Verlängerung (Overtime) oder Penaltyschießen, OTN = Niederlagen nach Verlängerung oder Penaltyschießen, N = Niederlagen

Erläuterungen: Halbfinalqualifikant, Viertelfinalqualifikant, Abstiegsrundenqualifikant

### Abstiegsrunde
| 20. April 2008 13:30 Uhr | Belarus  | 1:6 (0:3, 0:2, 1:1) | Slowakei | Sportpalast Kasan, Kasan Zuschauer: 125 |
| 20. April 2008 17:00 Uhr | Schweiz  | 6:1 (1:0, 4:1, 1:0) | Dänemark | Sportpalast Kasan, Kasan Zuschauer: 195 |
| 21. April 2008 15:30 Uhr | Dänemark | 2:6 (0:2, 1:1, 1:3) | Belarus  | Sportpalast Kasan, Kasan Zuschauer: 200 |
| 21. April 2008 19:00 Uhr | Slowakei | 3:2 (0:0, 0:1, 3:1) | Schweiz  | Sportpalast Kasan, Kasan Zuschauer: 120 |

| Pl. |          | Sp | S | OTS | OTN | N | Tore  | Punkte |
| 1.  | Slowakei | 3  | 3 | 0   | 0   | 0 | 14:05 | 9      |
| 2.  | Schweiz  | 3  | 2 | 0   | 0   | 1 | 12:06 | 6      |
| 3.  | Belarus  | 3  | 1 | 0   | 0   | 2 | 09:12 | 3      |
| 4.  | Dänemark | 3  | 0 | 0   | 0   | 3 | 05:17 | 0      |

Anmerkung: Die Vorrundenspiele  Slowakei –  Dänemark (5:2) und  Belarus –  Schweiz (2:4) sind in der Tabelle eingerechnet.

Abkürzungen: Pl. = Platz, Sp = Spiele, S = Siege, OTS = Siege nach Verlängerung (Overtime) oder Penaltyschießen, OTN = Niederlagen nach Verlängerung oder Penaltyschießen, N = Niederlagen

Erläuterungen: Absteiger in die Division I

### Finalrunde
|  | Viertelfinale    | Viertelfinale | Viertelfinale |    |          | Halbfinale | Halbfinale | Halbfinale |    |          | Finale           | Finale           | Finale           |
|  |                  |               |               |    |          |            |            |            |    |          |                  |                  |                  |
|  |                  |               |               |    |          | B1         | Schweden   | 2          |    |          |                  |                  |                  |
|  | A2               | Kanada        | 2             |    |          | A2         | Kanada     | 3          |    |          |                  |                  |                  |
|  | B3               | Finnland      | 1             |    |          |            |            |            |    | A2       | Kanada           | 8                |                  |
|  |                  |               |               |    | A1       | Russland   | 0          |            |    |          |                  |                  |                  |
|  |                  |               |               | A1 | Russland | 3          |            |            |    |          |                  |                  |                  |
|  | B2               | USA           | 4             |    |          | B2         | USA        | 1          |    |          | Spiel um Platz 3 | Spiel um Platz 3 | Spiel um Platz 3 |
|  | A3               | Deutschland   | 1             |    |          |            |            |            | B1 | Schweden | 3                |                  |                  |
|  |                  |               |               | B2 | USA      | 6          |            |            |    |          |                  |                  |                  |
|  |                  |               |               |    |          |            |            |            |    |          |                  |                  |                  |
|  | Spiel um Platz 5 |               |               |    |          |            |            |            |    |          |                  |                  |                  |
|  | B3               | Finnland      | 3             |    |          |            |            |            |    |          |                  |                  |                  |
|  | A3               | Deutschland   | 4             |    |          |            |            |            |    |          |                  |                  |                  |

#### Viertelfinale
| 20. April 2008 13:00 Uhr | Kanada | 2:1 (1:0, 1:0, 0:1) | Finnland    | Tatneft-Arena, Kasan Zuschauer: 1.600 |
| 20. April 2008 17:00 Uhr | USA    | 4:1 (1:0, 2:1, 1:0) | Deutschland | Tatneft-Arena, Kasan Zuschauer: 1.700 |

#### Halbfinale
| 21. April 2008 15:00 Uhr | Schweden | 2:3 (1:1, 1:1, 0:1) | Kanada | Tatneft-Arena, Kasan Zuschauer: 1.500 |
| 21. April 2008 19:00 Uhr | Russland | 3:1 (1:0, 1:0, 1:1) | USA    | Tatneft-Arena, Kasan Zuschauer: 9.500 |

#### Spiel um Platz 5
| 22. April 2008 19:00 Uhr | Finnland | 3:4 (1:1, 0:2, 2:1) | Deutschland | Tatneft-Arena, Kasan Zuschauer: 350 |

#### Spiel um Platz 3
| 23. April 2008 15:00 Uhr | Schweden | 3:6 (1:2, 2:3, 0:1) | USA | Tatneft-Arena, Kasan Zuschauer: 1.100 |

#### Finale
| 23. April 2008 19:00 Uhr | Kanada | 8:0 (5:0, 2:0, 1:0) | Russland | Tatneft-Arena, Kasan Zuschauer: 10.000 |

### Statistik

#### Beste Scorer
Abkürzungen: GP = Spiele, G = Tore, A = Assists, Pts = Punkte, +/− = Plus/Minus, PIM = Strafminuten; Fett: Turnierbestwert
| Spieler          | Team     | GP | G | A  | Pts | +/− | PIM |
| ---------------- | -------- | -- | - | -- | --- | --- | --- |
| Cody Hodgson     | Kanada   | 7  | 2 | 10 | 12  | +2  | 8   |
| Ihar Rawenka     | Belarus  | 6  | 3 | 8  | 11  | −1  | 6   |
| Richard Pánik    | Slowakei | 6  | 4 | 6  | 10  | +4  | 0   |
| Jordan Eberle    | Kanada   | 7  | 4 | 6  | 10  | +2  | 0   |
| Taylor Hall      | Kanada   | 7  | 4 | 5  | 9   | +4  | 4   |
| Nikita Filatow   | Russland | 6  | 3 | 6  | 9   | +1  | 29  |
| Aljaksandr Famin | Belarus  | 6  | 6 | 2  | 8   | ±0  | 0   |
| Jeremy Morin     | USA      | 7  | 6 | 2  | 8   | +6  | 6   |
| Matt Duchene     | Kanada   | 7  | 5 | 3  | 8   | +6  | 6   |
| André Petersson  | Schweden | 6  | 4 | 4  | 8   | +4  | 2   |
| Mattias Tedenby  | Schweden | 6  | 4 | 4  | 8   | +1  | 2   |

#### Beste Torhüter
Abkürzungen: GP = Spiele, TOI = Eiszeit (in Minuten), GA = Gegentore, SO = Shutouts, Sv% = gehaltene Schüsse (in %), GAA = Gegentorschnitt; Fett: Turnierbestwert
| Spieler               | Team     | GP | TOI    | GA | SO | Sv%   | GAA  |
| --------------------- | -------- | -- | ------ | -- | -- | ----- | ---- |
| Jake Allen            | Kanada   | 7  | 420:00 | 10 | 2  | 94,79 | 1,43 |
| Brandon Maxwell       | USA      | 5  | 298:23 | 11 | 0  | 92,57 | 2,21 |
| Marek Čiliak          | Slowakei | 3  | 180:00 | 9  | 0  | 90,62 | 3,00 |
| Alexander Petschurski | Russland | 5  | 215:55 | 11 | 0  | 88,54 | 3,06 |
| Nikolaj Nørbak        | Dänemark | 5  | 274:13 | 23 | 0  | 88,08 | 5,03 |

### Abschlussplatzierungen
| Pl. | Team        |
| --- | ----------- |
| 1   | Kanada      |
| 2   | Russland    |
| 3   | USA         |
| 4   | Schweden    |
| 5   | Deutschland |
| 6   | Finnland    |
| 7   | Slowakei    |
| 8   | Schweiz     |
| 9   | Belarus     |
| 10  | Dänemark    |

### Titel, Auf- und Abstieg
| Weltmeister Kanada | Jake Allen, Josh Brittain, Christopher Carrozzi, Tyler Cuma, Nicolas Deschamps, Matt Duchene, Jordan Eberle, Ryan Ellis, Taylor Hall, Travis Hamonic, Cody Hodgson, Jakob Lagacé, Tyler Myers, Brandon McMillan, Greg Nemisz, Eric O’Dell, Colby Robak, Maxime Sauvé, Marco Scandella, Brayden Schenn, Colten Teubert, Corey Trivino Trainer: Pat Quinn                                                                                             |
| Silber Russland    | Danila Alistratow, Igor Birjukow, Nikita Filatow, Michail Fissenko, Igor Golowkow, Jewgeni Gratschow, Artjom Jartschuk, Asat Kalimullin, Dmitri Kostromitin, Dmitri Kugryschew, Dmitri Kulikow, Wjatscheslaw Kuljomin, Anton Lasarew, Andrei Loktionow, Dmitri Orlow, Kirill Petrow, Alexander Petschurski, Aslan Raissow, Pawel Tschernow, Maxim Tschudinow, Waleri Wassiljew, Wjatscheslaw Woinow Trainerstab: Alexander Birjukow, Sergei Gimajew |
| Bronze USA         | Ryan Bourque, Joe Cannata, Robbie Czarnik, Justin Florek, Patrick Gaul, Ryan Grimshaw, Ryan Hegarty, Danny Kristo, Sam Lofquist, Sean Lorenz, Brandon Maxwell, Kevin McCarey, Philip McRae, Colin Moore, Jeremy Morin, Aaron Ness, Kyle Palmieri, Nick Pryor, Vinny Saponari, Jordan Schroeder, David Warsofsky, David Wohlberg Trainer: John Hynes                                                                                                 |

| Absteiger in die Division I:    | Dänemark, Belarus    |
| Aufsteiger in die Top-Division: | Norwegen, Tschechien |

### Auszeichnungen
Spielertrophäen
| Auszeichnung         | Spieler       | Team     |
| -------------------- | ------------- | -------- |
| Wertvollster Spieler | Jake Allen    | Kanada   |
| Bester Torhüter      | Jake Allen    | Kanada   |
| Bester Verteidiger   | Erik Karlsson | Schweden |
| Bester Stürmer       | Kirill Petrow | Russland |

All-Star-Team
| Angriff:      | Nikita Filatow – Kirill Petrow – Mattias Tedenby |
| Verteidigung: | Victor Hedman – Wjatscheslaw Woinow              |
| Tor:          | Jake Allen                                       |

## Division I

### Gruppe A in Toruń, Polen
Vom 2. bis zum 8. April 2008 fand in Toruń in Polen die Weltmeisterschaft der Gruppe A der Division I statt. Alle Spiele wurden in der Lodowisko Tor-Tor mit 3.200 Plätzen ausgetragen.
| 2. April 2008 13:00 Uhr | Ukraine    | 0:2 (0:1, 0:0, 0:1) | Kasachstan | Lodowisko Tor-Tor, Toruń Zuschauer: k. A. |
| 2. April 2008 16:30 Uhr | Litauen    | 1:7 (1:2, 0:2, 0:3) | Tschechien | Lodowisko Tor-Tor, Toruń Zuschauer: 180   |
| 2. April 2008 20:00 Uhr | Polen      | 0:5 (0:2, 0:2, 0:1) | Slowenien  | Lodowisko Tor-Tor, Toruń Zuschauer: 400   |
| 3. April 2008 13:00 Uhr | Kasachstan | 9:0 (3:0, 4:0, 2:0) | Litauen    | Lodowisko Tor-Tor, Toruń Zuschauer: 50    |
| 3. April 2008 16:30 Uhr | Slowenien  | 1:3 (0:1, 0:2, 1:0) | Ukraine    | Lodowisko Tor-Tor, Toruń Zuschauer: 100   |
| 3. April 2008 20:00 Uhr | Tschechien | 9:0 (3:0, 4:0, 2:0) | Polen      | Lodowisko Tor-Tor, Toruń Zuschauer: 800   |
| 5. April 2008 13:00 Uhr | Slowenien  | 2:7 (1:1, 1:4, 0:2) | Kasachstan | Lodowisko Tor-Tor, Toruń Zuschauer: 100   |
| 5. April 2008 16:30 Uhr | Litauen    | 2:3 (1:1, 0:1, 1:1) | Polen      | Lodowisko Tor-Tor, Toruń Zuschauer: k. A. |
| 5. April 2008 20:00 Uhr | Tschechien | 5:2 (1:0, 2:2, 2:0) | Ukraine    | Lodowisko Tor-Tor, Toruń Zuschauer: 300   |
| 6. April 2008 13:00 Uhr | Slowenien  | 5:6 (1:2, 4:1, 0:3) | Litauen    | Lodowisko Tor-Tor, Toruń Zuschauer: 100   |
| 6. April 2008 16:30 Uhr | Polen      | 0:1 (0:0, 0:0, 0:1) | Ukraine    | Lodowisko Tor-Tor, Toruń Zuschauer: 500   |
| 6. April 2008 20:00 Uhr | Kasachstan | 0:7 (0:0, 0:2, 0:5) | Tschechien | Lodowisko Tor-Tor, Toruń Zuschauer: 200   |
| 8. April 2008 13:00 Uhr | Ukraine    | 2:4 (1:2, 1:0, 0:2) | Litauen    | Lodowisko Tor-Tor, Toruń Zuschauer: 110   |
| 8. April 2008 16:30 Uhr | Tschechien | 8:2 (2:0, 5:1, 1:1) | Slowenien  | Lodowisko Tor-Tor, Toruń Zuschauer: 100   |
| 8. April 2008 20:00 Uhr | Kasachstan | 1:4 (0:2, 1:2, 0:0) | Polen      | Lodowisko Tor-Tor, Toruń Zuschauer: 350   |

| Pl. |            | Sp | S | OTS | OTN | N | Tore  | Punkte |
| 1.  | Tschechien | 5  | 5 | 0   | 0   | 0 | 36:05 | 15     |
| 2.  | Kasachstan | 5  | 3 | 0   | 0   | 2 | 19:13 | 9      |
| 3.  | Litauen    | 5  | 2 | 0   | 0   | 3 | 13:26 | 6      |
| 4.  | Polen      | 5  | 2 | 0   | 0   | 3 | 07:18 | 6      |
| 5.  | Ukraine    | 5  | 2 | 0   | 0   | 3 | 08:12 | 6      |
| 6.  | Slowenien  | 5  | 1 | 0   | 0   | 4 | 15:24 | 3      |

Abkürzungen: Pl. = Platz, Sp = Spiele, S = Siege, OTS = Siege nach Verlängerung (Overtime) oder Penaltyschießen, OTN = Niederlagen nach Verlängerung oder Penaltyschießen, N = Niederlagen

Erläuterungen: Aufsteiger in die Top-Division, Absteiger in die Division II

#### Division-IA-Siegermannschaft
| Division IA Tschechien | Pavel Francouz, Dominik Furch – Milan Dóczy, Radko Gudas, Michal Jordán, Michal Kempný, Martin Rohan, Jan Rutta, Matěj Stříteský, Tomáš Doležal – Jaroslav Hafenrichter, Roman Horák, Aleš Ježek, Robert Kousal, Jan Kovář, Tomáš Kubalík, Zdeněk Okál, Dominik Pacovský, Ondřej Palát, Filip Stoklasa, Jan Stránský, Tomáš Vincour Trainerstab: Marek Sykora, Zdenek Motak, Ladislav Gula |

### Gruppe B in Riga, Lettland
Die Weltmeisterschaft der Gruppe B der Division I wurde vom 2. bis zum 8. April 2008 in der lettischen Hauptstadt Riga ausgetragen. Die Spiele fanden in der Arēna Rīga statt, die 10.300 Zuschauern Platz bietet.
| 2. April 2008 13:00 Uhr | Österreich  | 1:2 (0:0, 1:2, 0:0)                 | Norwegen    | Arēna Rīga, Riga Zuschauer: 100   |
| 2. April 2008 16:30 Uhr | Italien     | 4:3 (2:0, 1:2, 1:1)                 | Japan       | Arēna Rīga, Riga Zuschauer: 190   |
| 2. April 2008 20:00 Uhr | Niederlande | 0:7 (0:3, 0:1, 0:3)                 | Lettland    | Arēna Rīga, Riga Zuschauer: 1.650 |
| 3. April 2008 13:00 Uhr | Japan       | 1:6 (0:2, 0:0, 1:4)                 | Österreich  | Arēna Rīga, Riga Zuschauer: 86    |
| 3. April 2008 16:30 Uhr | Norwegen    | 7:0 (2:0, 4:0, 1:0)                 | Niederlande | Arēna Rīga, Riga Zuschauer: 160   |
| 3. April 2008 20:00 Uhr | Lettland    | 3:1 (2:0, 0:0, 1:1)                 | Italien     | Arēna Rīga, Riga Zuschauer: 1.330 |
| 5. April 2008 13:00 Uhr | Niederlande | 0:10 (0:2, 0:2, 0:6)                | Italien     | Arēna Rīga, Riga Zuschauer: 180   |
| 5. April 2008 16:30 Uhr | Japan       | 1:3 (0:0, 0:1, 1:2)                 | Norwegen    | Arēna Rīga, Riga Zuschauer: 255   |
| 5. April 2008 20:00 Uhr | Lettland    | 2:0 (1:0, 1:0, 0:0)                 | Österreich  | Arēna Rīga, Riga Zuschauer: 2.000 |
| 6. April 2008 13:00 Uhr | Japan       | 7:4 (3:0, 2:0, 2:4)                 | Niederlande | Arēna Rīga, Riga Zuschauer: 101   |
| 6. April 2008 16:30 Uhr | Italien     | 1:2 n. P. (0:0, 1:1, 0:0, 0:0, 0:1) | Österreich  | Arēna Rīga, Riga Zuschauer: 340   |
| 6. April 2008 20:00 Uhr | Norwegen    | 1:0 (0:0, 1:0, 0:0)                 | Lettland    | Arēna Rīga, Riga Zuschauer: 7.500 |
| 8. April 2008 13:00 Uhr | Norwegen    | 2:1 (2:1, 0:0, 0:0)                 | Italien     | Arēna Rīga, Riga Zuschauer: 87    |
| 6. April 2008 16:30 Uhr | Österreich  | 2:0 (2:0, 0:0, 0:0)                 | Niederlande | Arēna Rīga, Riga Zuschauer: 114   |
| 8. April 2008 20:00 Uhr | Lettland    | 9:0 (1:0, 5:0, 3:0)                 | Japan       | Arēna Rīga, Riga Zuschauer: 3.540 |

| Pl. |             | Sp | S | OTS | OTN | N | Tore  | Punkte |
| 1.  | Norwegen    | 5  | 5 | 0   | 0   | 0 | 15:03 | 15     |
| 2.  | Lettland    | 5  | 4 | 0   | 0   | 1 | 21:02 | 12     |
| 3.  | Österreich  | 5  | 2 | 1   | 0   | 2 | 11:06 | 8      |
| 4.  | Italien     | 5  | 2 | 0   | 1   | 2 | 17:10 | 7      |
| 5.  | Japan       | 5  | 1 | 0   | 0   | 4 | 12:26 | 3      |
| 6.  | Niederlande | 5  | 0 | 0   | 0   | 5 | 04:33 | 0      |

Abkürzungen: Pl. = Platz, Sp = Spiele, S = Siege, OTS = Siege nach Verlängerung (Overtime) oder Penaltyschießen, OTN = Niederlagen nach Verlängerung oder Penaltyschießen, N = Niederlagen

Erläuterungen: Aufsteiger in die Top-Division, Absteiger in die Division II

### Auf- und Abstieg
| Absteiger in die Division I:    | Dänemark, Belarus      |
| Aufsteiger in die Top-Division: | Norwegen, Tschechien   |
| Absteiger aus der Division II:  | Niederlande, Slowenien |
| Aufsteiger in die Division I:   | Frankreich, Ungarn     |

## Division II

### Gruppe A in Méribel und Courchevel, Frankreich
Vom 30. März bis zum 5. April 2008 fand in Méribel und Courchevel in Frankreich die Weltmeisterschaft der Gruppe A der Division II statt. Austragungsstätten waren das Patinoire du Parc Olympique mit 2.400 Plätzen in Méribel sowie das Patinoire du Forum in Courchevel.
| 30. März 2008 15:00 Uhr | Südkorea            | 10:0 (2:0, 3:0, 5:0)           | Australien          | Patinoire du Forum, Courchevel Zuschauer: 67  |
| 30. März 2008 20:30 Uhr | Volksrepublik China | 4:5 (1:2, 3:2, 0:1)            | Belgien             | Patinoire du Forum, Courchevel Zuschauer: 123 |
| 30. März 2008 20:30 Uhr | Kroatien            | 1:8 (0:2, 1:3, 0:3)            | Frankreich          | Patinoire Olympique, Méribel Zuschauer: 305   |
| 31. März 2008 15:00 Uhr | Südkorea            | 6:3 (3:1, 1:1, 2:1)            | Kroatien            | Patinoire Olympique, Méribel Zuschauer: 105   |
| 31. März 2008 20:30 Uhr | Australien          | 4:5 (0:2, 0:1, 4:2)            | Volksrepublik China | Patinoire Olympique, Méribel Zuschauer: 112   |
| 31. März 2008 20:30 Uhr | Frankreich          | 16:0 (5:0, 6:0, 5:0)           | Belgien             | Patinoire du Forum, Courchevel Zuschauer: 592 |
| 2. April 2008 15:00 Uhr | Kroatien            | 5:4 (0:1, 4:1, 1:2)            | Belgien             | Patinoire du Forum, Courchevel Zuschauer: 207 |
| 2. April 2008 20:30 Uhr | Südkorea            | 10:0 (5:0, 4:0, 1:0)           | Volksrepublik China | Patinoire Olympique, Méribel Zuschauer: 98    |
| 2. April 2008 20:30 Uhr | Frankreich          | 10:2 (2:1, 4:1, 4:0)           | Australien          | Patinoire du Forum, Courchevel Zuschauer: 657 |
| 4. April 2008 15:00 Uhr | Belgien             | 3:4 n. V. (2:2, 1:0, 0:1, 0:1) | Südkorea            | Patinoire Olympique, Méribel Zuschauer: 95    |
| 4. April 2008 20:30 Uhr | Australien          | 1:6 (0:3, 1:2, 0:1)            | Kroatien            | Patinoire du Forum, Courchevel Zuschauer: 145 |
| 4. April 2008 20:30 Uhr | Volksrepublik China | 0:16 (0:4, 0:5, 0:7)           | Frankreich          | Patinoire Olympique, Méribel Zuschauer: 515   |
| 5. April 2008 15:00 Uhr | Belgien             | 2:1 (0:1, 1:0, 1:0)            | Australien          | Patinoire du Forum, Courchevel Zuschauer: 95  |
| 5. April 2008 20:30 Uhr | Kroatien            | 17:5 (3:1, 6:2, 8:2)           | Volksrepublik China | Patinoire Olympique, Méribel Zuschauer: 35    |
| 5. April 2008 20:30 Uhr | Frankreich          | 3:1 (1:1, 2:0, 0:0)            | Südkorea            | Patinoire du Forum, Courchevel Zuschauer: 940 |

| Pl. |                     | Sp | S | OTS | OTN | N | Tore  | Punkte |
| 1.  | Frankreich          | 5  | 5 | 0   | 0   | 0 | 53:04 | 15     |
| 2.  | Südkorea            | 5  | 3 | 1   | 0   | 1 | 31:09 | 11     |
| 3.  | Kroatien            | 5  | 3 | 0   | 0   | 2 | 32:24 | 9      |
| 4.  | Belgien             | 5  | 2 | 0   | 1   | 2 | 14:30 | 7      |
| 5.  | Volksrepublik China | 5  | 1 | 0   | 0   | 4 | 14:52 | 3      |
| 6.  | Australien          | 5  | 0 | 0   | 0   | 5 | 08:33 | 0      |

Abkürzungen: Pl. = Platz, Sp = Spiele, S = Siege, OTS = Siege nach Verlängerung (Overtime) oder Penaltyschießen, OTN = Niederlagen nach Verlängerung oder Penaltyschießen, N = Niederlagen

Erläuterungen: Aufsteiger in die Division I, Absteiger in die Division III

### Gruppe B in Tallinn, Estland
Die Weltmeisterschaft der Gruppe B der Division II wurde vom 23. bis 30. März 2008 in Tallinn in Estland ausgetragen. Die Spiele fanden in der Premia Jäähall mit 750 Plätzen statt.
| 23. März 2008 13:00 Uhr | Spanien        | 1:8 (1:2, 0:3, 0:3)  | Rumänien       | Premia Jäähall, Tallinn Zuschauer: 150 |
| 23. März 2008 16:30 Uhr | Estland        | 3:5 (0:0, 3:4, 0:1)  | Großbritannien | Premia Jäähall, Tallinn Zuschauer: 400 |
| 23. März 2008 20:00 Uhr | Ungarn         | 19:1 (5:0, 7:1, 7:0) | Israel         | Premia Jäähall, Tallinn Zuschauer: 100 |
| 24. März 2008 13:00 Uhr | Großbritannien | 5:3 (0:3, 3:0, 2:0)  | Rumänien       | Premia Jäähall, Tallinn Zuschauer: 80  |
| 24. März 2008 16:30 Uhr | Israel         | 4:12 (1:4, 3:2, 0:6) | Spanien        | Premia Jäähall, Tallinn Zuschauer: 156 |
| 24. März 2008 20:00 Uhr | Ungarn         | 3:2 (1:0, 1:1, 1:1)  | Estland        | Premia Jäähall, Tallinn Zuschauer: 387 |
| 26. März 2008 13:00 Uhr | Großbritannien | 12:0 (4:0, 4:0, 4:0) | Israel         | Premia Jäähall, Tallinn Zuschauer: 56  |
| 26. März 2008 16:30 Uhr | Ungarn         | 3:4 (2:2, 0:1, 1:1)  | Spanien        | Premia Jäähall, Tallinn Zuschauer: 123 |
| 26. März 2008 20:00 Uhr | Estland        | 3:2 (2:0, 1:1, 0:1)  | Rumänien       | Premia Jäähall, Tallinn Zuschauer: 310 |
| 27. März 2008 13:00 Uhr | Spanien        | 2:4 (2:0, 0:3, 0:1)  | Großbritannien | Premia Jäähall, Tallinn Zuschauer: 79  |
| 27. März 2008 16:30 Uhr | Rumänien       | 4:9 (0:4, 2:2, 2:3)  | Ungarn         | Premia Jäähall, Tallinn Zuschauer: 92  |
| 27. März 2008 20:00 Uhr | Israel         | 3:10 (0:5, 1:3, 2:2) | Estland        | Premia Jäähall, Tallinn Zuschauer: 356 |
| 29. März 2008 13:00 Uhr | Rumänien       | 15:3 (5:0, 4:2, 6:1) | Israel         | Premia Jäähall, Tallinn Zuschauer: 35  |
| 29. März 2008 16:30 Uhr | Großbritannien | 1:3 (1:1, 0:1, 0:1)  | Ungarn         | Premia Jäähall, Tallinn Zuschauer: 320 |
| 29. März 2008 20:00 Uhr | Estland        | 2:1 (0:1, 0:0, 2:0)  | Spanien        | Premia Jäähall, Tallinn Zuschauer: 450 |

| Pl. |                | Sp | S | OTS | OTN | N | Tore  | Punkte |
| 1.  | Ungarn         | 5  | 4 | 0   | 0   | 1 | 37:12 | 12     |
| 2.  | Großbritannien | 5  | 4 | 0   | 0   | 1 | 27:11 | 12     |
| 3.  | Estland        | 5  | 3 | 0   | 0   | 2 | 20:14 | 9      |
| 4.  | Rumänien       | 5  | 2 | 0   | 0   | 3 | 32:21 | 6      |
| 5.  | Spanien        | 5  | 2 | 0   | 0   | 3 | 20:21 | 6      |
| 6.  | Israel         | 5  | 0 | 0   | 0   | 5 | 11:68 | 0      |

Abkürzungen: Pl. = Platz, Sp = Spiele, S = Siege, OTS = Siege nach Verlängerung (Overtime) oder Penaltyschießen, OTN = Niederlagen nach Verlängerung oder Penaltyschießen, N = Niederlagen

Erläuterungen: Aufsteiger in die Division I, Absteiger in die Division III

### Auf- und Abstieg
| Absteiger in die Division II:  | Niederlande, Slowenien |
| Aufsteiger in die Division I:  | Frankreich, Ungarn     |
| Absteiger in die Division III: | Australien, Israel     |
| Aufsteiger in die Division II: | Mexiko, Serbien        |

## Division III

### Gruppe A in Mexiko-Stadt, Mexiko
Vom 2. bis 8. März 2008 fand in Mexiko-Stadt in Mexiko die Weltmeisterschaft der Gruppe A der Division III statt. Die Spiele wurden in der Arena La Pista San Jerónimo ausgetragen, die Platz für 3.000 Zuschauer bietet.
| 2. März 2008 16:00 Uhr | Neuseeland              | 29:0 (7:0, 10:0, 12:0)                    | Mongolei                | La Pista San Jerónimo, Mexiko-Stadt Zuschauer: 550   |
| 2. März 2008 19:30 Uhr | Südafrika               | 0:5 (Wertung) Abbruch bei 0:11 (0:6, 0:5) | Mexiko                  | La Pista San Jerónimo, Mexiko-Stadt Zuschauer: 800   |
| 5. März 2008 16:00 Uhr | Neuseeland              | 10:3 (5:0, 2:2, 3:1)                      | Südafrika               | La Pista San Jerónimo, Mexiko-Stadt Zuschauer: 100   |
| 5. März 2008 19:00 Uhr | Mexiko                  | 10:1 (3:0, 2:0, 5:1)                      | Republik China (Taiwan) | La Pista San Jerónimo, Mexiko-Stadt Zuschauer: 360   |
| 6. März 2008 16:00 Uhr | Südafrika               | 3:9 (0:3, 2:5, 1:1)                       | Republik China (Taiwan) | La Pista San Jerónimo, Mexiko-Stadt Zuschauer: 80    |
| 6. März 2008 19:00 Uhr | Mexiko                  | 10:1 (5:0, 0:1, 5:0)                      | Mongolei                | La Pista San Jerónimo, Mexiko-Stadt Zuschauer: 326   |
| 7. März 2008 16:00 Uhr | Mongolei                | 2:12 (1:5, 0:4, 1:3)                      | Südafrika               | La Pista San Jerónimo, Mexiko-Stadt Zuschauer: 145   |
| 7. März 2008 19:00 Uhr | Republik China (Taiwan) | 8:6 (2:4, 3:1, 3:1)                       | Neuseeland              | La Pista San Jerónimo, Mexiko-Stadt Zuschauer: 157   |
| 8. März 2008 16:00 Uhr | Republik China (Taiwan) | 13:4 (5:0, 5:0, 3:4)                      | Mongolei                | La Pista San Jerónimo, Mexiko-Stadt Zuschauer: 375   |
| 8. März 2008 19:00 Uhr | Mexiko                  | 7:0 (2:0, 4:0, 1:0)                       | Neuseeland              | La Pista San Jerónimo, Mexiko-Stadt Zuschauer: 1.386 |

| Pl. |                         | Sp | S | OTS | OTN | N | Tore  | Punkte |
| 1.  | Mexiko                  | 4  | 4 | 0   | 0   | 0 | 32:02 | 12     |
| 2.  | Republik China (Taiwan) | 4  | 3 | 0   | 0   | 1 | 31:23 | 9      |
| 3.  | Neuseeland              | 4  | 2 | 0   | 0   | 2 | 45:18 | 6      |
| 4.  | Südafrika               | 4  | 1 | 0   | 0   | 3 | 18:26 | 3      |
| 5.  | Mongolei                | 4  | 0 | 0   | 0   | 4 | 07:64 | 0      |

Abkürzungen: Pl. = Platz, Sp = Spiele, S = Siege, OTS = Siege nach Verlängerung (Overtime) oder Penaltyschießen, OTN = Niederlagen nach Verlängerung oder Penaltyschießen, N = Niederlagen

Erläuterungen: Aufsteiger in die Division II

### Gruppe B in İzmit, Türkei
Die Weltmeisterschaft der Gruppe B in der Division II wurde vom 3. bis 9. März 2008 in İzmit in der Türkei ausgetragen. Die Spiele fanden im Kocaeli Büyükşehir Belediyesi Olimpik Buz Sporları Salonu (3.600 Plätze) statt.
| 3. März 2008 15:30 Uhr | Bulgarien | 24:1 (7:0, 6:0, 11:1) | Armenien  | Kocaeli B.B. Olimpik Buz Sporları Salonu, İzmit Zuschauer: 50  |
| 3. März 2008 19:00 Uhr | Serbien   | 12:0 (5:0, 3:0, 4:0)  | Türkei    | Kocaeli B.B. Olimpik Buz Sporları Salonu, İzmit Zuschauer: 400 |
| 4. März 2008 15:30 Uhr | Bulgarien | 0:13 (0:4, 0:3, 0:6)  | Serbien   | Kocaeli B.B. Olimpik Buz Sporları Salonu, İzmit Zuschauer: 75  |
| 4. März 2008 19:00 Uhr | Türkei    | 2:12 (1:6, 1:2, 0:4)  | Island    | Kocaeli B.B. Olimpik Buz Sporları Salonu, İzmit Zuschauer: 250 |
| 6. März 2008 15:30 Uhr | Serbien   | 4:0 (1:0, 1:0, 2:0)   | Island    | Kocaeli B.B. Olimpik Buz Sporları Salonu, İzmit Zuschauer: 100 |
| 6. März 2008 19:00 Uhr | Türkei    | 24:0 (9:0, 8:0, 7:0)  | Armenien  | Kocaeli B.B. Olimpik Buz Sporları Salonu, İzmit Zuschauer: 250 |
| 7. März 2008 15:30 Uhr | Armenien  | 0:16 (0:8, 0:4, 0:4)  | Serbien   | Kocaeli B.B. Olimpik Buz Sporları Salonu, İzmit Zuschauer: 45  |
| 7. März 2008 19:00 Uhr | Island    | 13:1 (2:0, 6:0, 5:1)  | Bulgarien | Kocaeli B.B. Olimpik Buz Sporları Salonu, İzmit Zuschauer: 50  |
| 9. März 2008 15:30 Uhr | Island    | 23:0 (8:0, 7:0, 8:0)  | Armenien  | Kocaeli B.B. Olimpik Buz Sporları Salonu, İzmit Zuschauer: 45  |
| 9. März 2008 19:00 Uhr | Türkei    | 8:2 (2:1, 1:0, 5:1)   | Bulgarien | Kocaeli B.B. Olimpik Buz Sporları Salonu, İzmit Zuschauer: 450 |

| Pl. |           | Sp | S | OTS | OTN | N | Tore  | Punkte |
| 1.  | Serbien   | 4  | 4 | 0   | 0   | 0 | 45:0  | 12     |
| 2.  | Island    | 4  | 3 | 0   | 0   | 1 | 48:07 | 9      |
| 3.  | Türkei    | 4  | 2 | 0   | 0   | 2 | 34:26 | 6      |
| 4.  | Bulgarien | 4  | 1 | 0   | 0   | 3 | 27:35 | 3      |
| 5.  | Armenien  | 4  | 0 | 0   | 0   | 4 | 01:87 | 0      |

Abkürzungen: Pl. = Platz, Sp = Spiele, S = Siege, OTS = Siege nach Verlängerung (Overtime) oder Penaltyschießen, OTN = Niederlagen nach Verlängerung oder Penaltyschießen, N = Niederlagen

Erläuterungen: Aufsteiger in die Division II

### Auf- und Abstieg
| Absteiger in die Division III: | Australien, Israel |
| Aufsteiger in die Division II: | Mexiko, Serbien    |